# 1853 în literatură
Anul 1853 în literatură a implicat o serie de evenimente și cărți noi semnificative.  

## Cărți noi
- Charlotte Brontë - Villette
- William Wells Brown - Clotel; or, The President's Daughter
- Martha Haines Butt - Antifanaticism: A Tale of the South
- Philip J. Cozans - Little Eva: The Flower of the South
- Charles Dickens - Bleak House
- Alexandre Dumas, tatăl - The Countess de Charny
- Elizabeth Gaskell
  - Cranford
  - Ruth
- Sarah Josepha Hale - Liberia; or, Mr. Peyton's Experiments
- Caroline Lee Hentz - Helen and Arthur
- Victor Hugo - Les Châtiments
- Charles Kingsley - Hypatia
- Sheridan Le Fanu - An Account of Some Strange Disturbances in Aungier Street
- Maria McIntosh - The Lofty and the Lowly, or Good in All and None All Good
- Herman Melville - Bartleby, the Scrivener
- Susanna Moodie - Life in the Clearings
- J. W. Page - Uncle Robin, in His Cabin in Virginia, and Tom Without One in Boston
- Charles Reade
  - Christie Johnstone
  - Peg Woffington
- Robert Smith Surtees - Mr. Sponge's Sporting Tour
- Vidi - Mr. Frank, the Underground Mail-Agent
- George J. Whyte-Melville - Digby Grand
- Charlotte Mary Yonge - The Heir of Redclyffe